# Список чемпионов Украины по футболу

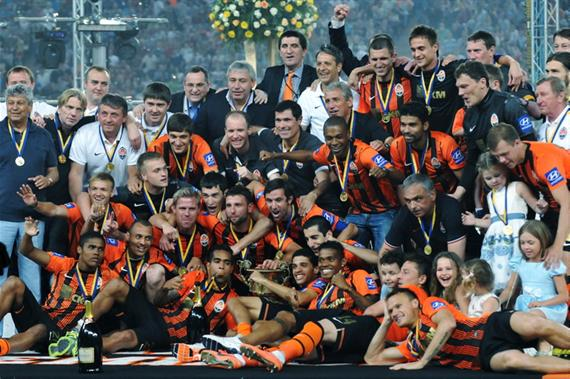
26 мая 2013. Игроки донецкого «Шахтёра» празднуют победу в чемпионате Украины 2012/13 года

Список футбольных клубов, становившихся победителями высшего дивизиона украинского чемпионата с момента его первого сезона в 1992 году.
Первый национальный чемпионат независимой Украины состоялся в 1992 году (формат того турнира отличался от современного: в нём были две группы, лучшие команды которых разыгрывали между собой титул в матче за первое место); первым чемпионом стал крымский клуб «Таврия». Начиная со второго сезона чемпионами Украины 9 раз подряд становились футболисты киевского «Динамо». Третьей командой, которая смогла завоевать титул чемпиона Украины, стал донецкий «Шахтёр» в сезоне 2001/02 года. В сезоне 2005/06 года было введено правило «золотого матча». По этому правилу, если первая и вторая команда набирают одинаковое количество очков, победитель чемпионата определяется в «золотом матче» между ними, который проводится на нейтральном поле. Это правило пришлось использовать в этом же сезоне — «Шахтёр» и «Динамо» набрали по 75 очков. В «золотом матче» победил «Шахтёр» (2:1 в дополнительное время).
Первые чемпионаты проходили под эгидой Федерации футбола Украины, затем их проводила Профессиональная футбольная лига Украины. Начиная с сезона 2008/09 года и по настоящее время организацией турнира занимается Объединение профессиональных футбольных клубов Украины «Премьер-лига».

## Чемпионы Украинской ССР
Футбол на Украину был завезён английскими колонистами в 1878 году. С 1921 года на территории УССР проводился Всеукраинский праздник физкультуры, победитель футбольного турнира которого объявлялся чемпионом Украины. C 1936 года клубы этой республики играли в разных лигах чемпионатов СССР. Чемпионами УССР в этот период объявлялись команды, одержавшие победу в первой группе республиканского первенства, в классе «Б» союзных соревнований, а позднее — в украинской зоне Второй лиги. С 1964 по 1991 год в УССР параллельно разыгрывались два чемпионских титула — один среди команд мастеров, а другой среди коллективов физкультуры.

### В рамках первенств УССР среди городов (1921—1936)
- 1921 сборная Харькова
- 1922 сборная Харькова
- 1923 сборная Харькова
- 1924 сборная Харькова
- 1927 сборная Харькова
- 1928 сборная Харькова
- 1931 сборная Киева
- 1932 сборная Харькова
- 1934 сборная Харькова
- 1935 сборная Днепропетровска
- 1936 Динамо (Киев)

### В рамках первенств УССР (1936—1959)
- 1936 Завод имени Орджоникидзе (Краматорск)
- 1937 Спартак (Днепропетровск)
- 1938 Дзержинец (Ворошиловград)
- 1939 Локомотив (Запорожье)
- 1940 Локомотив (Запорожье)
- 1946 Спартак (Ужгород)
- 1947 Большевик (Мукачево)
- 1948 Торпедо (Одесса)
- 1949 ОДО (Киев)
- 1950 Спартак (Ужгород)
- 1951 ОДО (Киев)
- 1952 Металлург (Запорожье)
- 1953 Спартак (Ужгород)
- 1954 Зенит (Киев)
- 1955 Спартак (Станислав)
- 1956 Шахтёр (Кадиевка)
- 1957 СКВО (Одесса)
- 1958 Машиностроитель (Киев)
- 1959 Авангард (Жёлтые Воды)

### В рамках первенств СССР без команд высших дивизионов (1960—1991)
- 1960 Металлург (Запорожье)
- 1961 Черноморец (Одесса)
- 1962 Трудовые резервы (Луганск)
- 1963 СКА (Одесса)
- 1964 Локомотив (Винница)
- 1965 СКА (Львов)
- 1966 Авангард (Жёлтые Воды)
- 1967 Автомобилист (Житомир)
- 1968 Авангард (Тернополь)
- 1969 Спартак (Ивано-Франковск)
- 1970 Металлург (Запорожье)
- 1971 Кривбасс (Кривой Рог)
- 1972 Спартак (Ивано-Франковск)
- 1973 Таврия (Симферополь)
- 1974 Судостроитель (Николаев)
- 1975 Кривбасс (Кривой Рог)
- 1976 Кривбасс (Кривой Рог)
- 1977 СКА (Одесса)
- 1978 Металлист (Харьков)
- 1979 Колос (Никополь)
- 1980 СКА (Киев)
- 1981 Кривбасс (Кривой Рог)
- 1982 Буковина (Черновцы)
- 1983 СКА (Киев)
- 1984 Нива (Винница)
- 1985 Таврия (Симферополь)
- 1986 Заря (Луганск)
- 1987 Таврия (Симферополь)
- 1988 Буковина (Черновцы)
- 1989 Волынь (Луцк)
- 1990 Торпедо (Запорожье)
- 1991 Нефтяник (Ахтырка)

## Чемпионы Украины
| И    | Количество сыгранных матчей            | В | Количество выигранных матчей        | Н | Количество ничейных матчей    | П    | Количество проигранных матчей |
| Мячи | Количество забитых — пропущенных голов | ± | Разница забитых и пропущенных голов | О | Количество очков в чемпионате | Ист. | Источники                     |

### Высшая лига (1992—2008)
| Сезон   | Победитель турнира (количество титулов) | Игроки, задействованные командой | Тренер (туры)                                                            | Статистика | Статистика | Статистика | Статистика | Статистика | Статистика | Статистика | Прочие выигранные турниры         | Ист.   |
| Сезон   | Победитель турнира (количество титулов) | Игроки, задействованные командой | Тренер (туры)                                                            | И          | В          | Н          | П          | Мячи       | ±          | О          | Прочие выигранные турниры         | Ист.   |
| ------- | --------------------------------------- | --- | ------------------------------------------------------------------------ | ---------- | ---------- | ---------- | ---------- | ---------- | ---------- | ---------- | --------------------------------- | ------ |
| 1992    | Таврия (1)                              | Список (21)Алибаев · Андреев · Вишняускас · Волков · Воронежский · Гетиков · Гладышев · Головко · Гудименко · Гуленков · Есин · Колесов · Кунденок · Михайлус · Мулашев · Новиков · Опарин · Смирнов · Турчиненко · С. Шевченко · Шейхаметов | Анатолий Заяев                                                           | 18         | 11         | 6          | 1          | 30 − 9     | +21        | 28         |                                   | [ 9 ]  |
| 1992/93 | Динамо (1)                              | Список (30)Алексаненков · Анненков · Бессмертный · Беца · Белкин · Волотёк · Грицина · Демьяненко · Завьялов · Заец · Зуенко · Ковалец · Кутепов · Леоненко · Лужный · Мартинкенас · Мизин · Минтенко · Мороз · Панкратьев · Пономаренко · Ребров · Сукиасян · Топчиев · Хруслов · Цвейба · Шаран · Шкапенко · Шматоваленко · Яковенко                                                                                                   | Анатолий Пузач (1-13), Йожеф Сабо (14-15), Михаил Фоменко (16-30)        | 30         | 18         | 8          | 4          | 59 − 14    | +45        | 44         | Кубок Украины                     | [ 10 ] |
| 1993/94 | Динамо (2)                              | Список (26)Анненков · Бессмертный · Ващук · Грицына · Деменко · Джишкариани · Завьялов · Ковалец · Ковтун · Кутепов · Леоненко · Лужный · Мизин · Минтенко · Пономаренко · Призетко · Прудиус · Ребров · Топчиев · Фёдоров · Хомин · Хруслов · Шаран · Шкапенко · Шматоваленко · Шовковский | Михаил Фоменко (1-17), Йожеф Сабо (18-34)                                | 34         | 23         | 10         | 1          | 61 − 21    | +40        | 56         |                                   | [ 11 ] |
| 1994/95 | Динамо (3)                              | Список (31)Аль-Саухи · Анненков · Беженар · Ващук · Воробьёв · Деменко · Джишкариани · Дмитрулин · Калитвинцев · Ковалец · Ковтун · Коновалов · Косовский · Леженцев · Леоненко · Лужный · Максимов · Мизин · Михайленко · Похлебаев · Призетко · Прудиус · Ребров · Скаченко · Топчиев · Хомин · Шаран · Ан. Шевченко · Шкапенко · Шматоваленко · Шовковский                                                                            | Йожеф Сабо (1-17), Владимир Онищенко (18-22), Николай Павлов (23-34)     | 34         | 25         | 8          | 1          | 87 − 24    | +63        | 83         |                                   | [ 12 ] |
| 1995/96 | Динамо (4)                              | Список (25)Баланчук · Беженар · Ващук · Головко · Дмитрулин · Калитвинцев · Ковтун · Коновалов · Косовский · Костюк · Леженцев · Леоненко · Лужный · Максимов · Михайленко · Мизин · Николайчук · Похлебаев · Ребров · Скаченко · Хомин · Ан. Шевченко · Шкапенко · Шматоваленко · Шовковский | Йожеф Сабо                                                               | 34         | 24         | 7          | 3          | 65 − 17    | +48        | 79         | Кубок Украины                     | [ 13 ] |
| 1996/97 | Динамо (5)                              | Список (27)Антюхин · Беженар · Белькевич · Ващук · Волосянко · Головко · Гусин · Дмитрулин · Даценко · Калитвинцев · Кардаш · Кернозенко · Косовский · Костюк · Кутепов · Леоненко · Лужный · Максимов · Михайленко · Похлебаев · Ребров · Самойлов · Хацкевич · Ан. Шевченко · Шкапенко · Шматоваленко · Шовковский | Йожеф Сабо (1-15), Валерий Лобановский (16-30)                           | 30         | 23         | 4          | 3          | 69 − 20    | +49        | 73         |                                   | [ 14 ] |
| 1997/98 | Динамо (6)                              | Список (31)Беженар · Белькевич · Ващук · Венглинский · Волосянко · Герасименко · Головко · Гусин · Дмитрулин · Каладзе · Калитвинцев · Кардаш · Кернозенко · Кирюхин · Ковалюк · Косовский · Косырин · Лужный · Маковский В. · Маковский М. · Максимов · Михайленко · Несмачный · Радченко · Ребров · Фёдоров · Хацкевич · Ан. Шевченко · Шкапенко · Шматоваленко · Шовковский                                                           | Валерий Лобановский                                                      | 30         | 23         | 3          | 4          | 70 − 15    | +55        | 72         | Кубок Украины                     | [ 15 ] |
| 1998/99 | Динамо (7)                              | Список (29)Белькевич · Ващук · Венглинский · Герасименко · Головко · Гусин · Дмитрулин · Езерский · Каладзе · Калитвинцев · Кардаш · Кернозенко · Кирюхин · Коновалов · Кормильцев · Косовский · Лужный · Маковский · Михайленко · Онищенко · Радченко · Ребров · Серебренников · Фёдоров · Хацкевич · Черняк · Ан. Шевченко · Шовковский · Яшкин                                                                                        | Валерий Лобановский                                                      | 30         | 23         | 5          | 2          | 75 − 17    | +58        | 74         | Кубок Украины                     | [ 16 ] |
| 1999/00 | Динамо (8)                              | Список (31)Белькевич · Ващук · Венглинский · Герасименко · Головко · Гусин · Деметрадзе · Дмитрулин · Езерский · Каладзе · Кардаш · Кернозенко · Кирюхин · Коновалов · Кормильцев · Косовский · Костюк · Косырин · Максимюк · Мамедов · Михайленко · Несмачный · Радченко · Ребров · Серебренников · Фёдоров · Хацкевич · Целых · Шацких · Шовковский · Яшкин                                                                            | Валерий Лобановский                                                      | 30         | 27         | 3          | 0          | 85 − 18    | +67        | 84         | Кубок Украины                     | [ 17 ] |
| 2000/01 | Динамо (9)                              | Список (29)Белькевич · Близнюк · Боднар · Ващук · Венглинский · Гавранчич · Герасименко · Головко · Гусин · Деметрадзе · Дмитрулин · Каладзе · Кардаш · Кернозенко · Косовский · Кузьмичёв · Лисицкий · Мелащенко · Михайленко · Мороз · Несмачный · Пеев · Серебренников · Фёдоров · Хацкевич · Чернат · Шацких · Шовковский · Яшкин | Валерий Лобановский                                                      | 26         | 20         | 4          | 2          | 58 − 17    | +41        | 64         |                                   | [ 18 ] |
| 2001/02 | Шахтёр (1)                              | Список (29)Абрамов · Агахова · Алексеенко · Алиуцэ · Ателькин · Бахарев · Белик · Бредун · Вирт · Воробей · Вугдалич · Гай · Глевецкас · Гюзелов · Зубов · Кирицэ · Ковалевски · Конюшенко · Левандовский · Н’Дье · Окоронкво · Оцоколич · Пестряков · Попов · Старостяк · Тимощук · Флоря · Шевчук · Шутков | Виктор Прокопенко (1-10), Валерий Яремченко (11-13), Невио Скала (14-26) | 26         | 20         | 6          | 0          | 49 − 10    | +39        | 66         | Кубок Украины                     | [ 20 ] |
| 2002/03 | Динамо (10)                             | Список (29)Алиев · Белькевич · Боднар · Ващук · Гавранчич · Гиоане · Головко · Гусин · Дмитрулин · Идахор · Леко · Лисицкий · Машаду · Мелащенко · Милевский · Несмачный · Пеев · Радченко · Рева · Ринкон · Саблич · Скоба · Фёдоров · Хацкевич · Чернат · Шацких · Шовковский · Эль-Каддури · Яценко | Алексей Михайличенко                                                     | 30         | 23         | 4          | 3          | 66 − 20    | +46        | 73         | Кубок Украины                     | [ 21 ] |
| 2003/04 | Динамо (11)                             | Список (32)Алессандро · Алиев · Белькевич · Бидненко · Верпаковскис · Гавранчич · Гиоане · Головко · Гусев · Гусин · Дмитрулин · Клебер · Корниленко · Леко · Мелащенко · Милевский · Несмачный · Огненович · Онищенко · Пеев · Рева · Ринкон · Саблич · Фёдоров · Хацкевич · Чернат · Чеснаускис · Шацких · Шовковский · Эль-Каддури · Юссуф · Яценко                                                                                   | Алексей Михайличенко                                                     | 30         | 23         | 4          | 3          | 68 − 20    | +48        | 73         |                                   | [ 22 ] |
| 2004/05 | Шахтёр (2)                              | Список (28)Агахова · Батиста · Бахарев · Белик · Брандао · Бэркэуан · Воробей · Вукич · Дуляй · Жадсон · Иван · Кулаков · Лалатович · Лаштувка · Левандовский · Марика · Матузалем · Молдован · Плетикоса · Пуканыч · Рац · Срна · Стойкан · Тимощук · Флоря · Хюбшман · Шутков · Элано | Мирча Луческу                                                            | 30         | 26         | 2          | 2          | 63 − 19    | +44        | 80         |                                   | [ 23 ] |
| 2005/06 | Шахтёр (3)                              | Список (27)Агахова · Белик · Брандао · Бэркэуан · Воробей · Вукич · Дуляй · Жадсон · Коротецкий · Лаштувка · Левандовский · Леонардо · Марика · Матузалем · Рац · Сейхан · Срна · Стойкан · Тимощук · Фомин · Фернандиньо · Хюбшман · Чигринский · Шевчук · Шуст · Шутков · Элано | Мирча Луческу                                                            | 30         | 23         | 6          | 1          | 64 − 14    | +50        | 75         | Суперкубок Украины                | [ 24 ] |
| 2006/07 | Динамо (12)                             | Список (41)Аладашвили · Алиев · Белькевич · Ващук · Верпаковскис · Гавранчич · Гиоане · Гусев · Допилка · Ещенко · Имедашвили · Клебер · Корреа · Кравец · Луценко · Лысенко · Мандзюк · Маркович · Марцваладзе · Милевский · Милько · Михалик · Морозюк · Несмачный · Нинкович · Олейник · Ребров · Ринкон · Родолфо · Родриго · Ротань · Рыбка · Саблич · Туре · Фаркаш · Федорив · Чернат · Шацких · Шовковский · Эль-Каддури · Юссуф | Анатолий Демьяненко                                                      | 30         | 22         | 8          | 0          | 67 − 23    | +44        | 74         | Кубок Украины, Суперкубок Украины | [ 25 ] |
| 2007/08 | Шахтёр (4)                              | Список (30)Адриано · Белик · Брандао · Виллиан · Вукич · Гай · Гладкий · Дуляй · Езерский · Жадсон · Илсиньо · Н. Кастильо · Кравченко · Кучер · Левандовский · Лукарелли · Марика · Полянский · Приёмов · Пятов · Рац · Срна · Ткаченко · Фернандиньо · Фомин · Хюбшман · Чигринский · Шевчук · Шуст · Шутков | Мирча Луческу                                                            | 30         | 24         | 2          | 4          | 75 − 24    | +51        | 74         | Кубок Украины                     | [ 26 ] |

### Премьер-лига (с 2008)
| Сезон   | Победитель турнира (количество титулов)                                                          | Игроки, задействованные командой | Тренер                                                                                           | Статистика                                                                                       | Статистика                                                                                       | Статистика                                                                                       | Статистика                                                                                       | Статистика                                                                                       | Статистика                                                                                       | Статистика                                                                                       | Прочие выигранные турниры                                                                        | Ист.                                                                                             |
| Сезон   | Победитель турнира (количество титулов)                                                          | Игроки, задействованные командой | Тренер                                                                                           | И                                                                                                | В                                                                                                | Н                                                                                                | П                                                                                                | Мячи                                                                                             | ±                                                                                                | О                                                                                                | Прочие выигранные турниры                                                                        | Ист.                                                                                             |
| ------- | ------------------------------------------------------------------------------------------------ | --- | ------------------------------------------------------------------------------------------------ | ------------------------------------------------------------------------------------------------ | ------------------------------------------------------------------------------------------------ | ------------------------------------------------------------------------------------------------ | ------------------------------------------------------------------------------------------------ | ------------------------------------------------------------------------------------------------ | ------------------------------------------------------------------------------------------------ | ------------------------------------------------------------------------------------------------ | ------------------------------------------------------------------------------------------------ | ------------------------------------------------------------------------------------------------ |
| 2008/09 | Динамо (13)                                                                                      | Список (31)Алиев · Асатиани · Бангура · Бетао · Богуш · Вукоевич · Гильерме · Гиоане · Гусев · Диакате · Допилка · Ерёменко · Зозуля · Корреа · Кравец · Кравченко · Мандзюк · Милевский · Михалик · Морозюк · Несмачный · Нинкович · Романчук · Саблич · Темиле · Чернат · Шацких · Шовковский · Эль-Каддури · Юссуф · Ярмоленко                                                    | Юрий Сёмин                                                                                       | 30                                                                                               | 26                                                                                               | 1                                                                                                | 3                                                                                                | 71 − 19                                                                                          | +52                                                                                              | 79                                                                                               |                                                                                                  | [ 27 ]                                                                                           |
| 2009/10 | Шахтёр (5)                                                                                       | Список (28)Агахова · Адриано · Виллиан · Виценец · Гай · Гладкий · Дуляй · Жадсон · Илсиньо · Ищенко · Кобин · Коста · Кравченко · Кучер · Левандовский · Полянский · Пятов · Ракицкий · Рац · Срна · Тейшейра · Фернандиньо · Фомин · Худжамов · Хюбшман · Чигринский · Чижов · Шевчук                                                                                              | Мирча Луческу                                                                                    | 30                                                                                               | 24                                                                                               | 5                                                                                                | 1                                                                                                | 62 − 18                                                                                          | +44                                                                                              | 77                                                                                               |                                                                                                  | [ 28 ]                                                                                           |
| 2010/11 | Шахтёр (6)                                                                                       | Список (29)Агахова · Адриано · Виллиан · Виценец · Гай · Гладкий · Жадсон · Ищенко · Кобин · Коста · Кравченко · Кривцов · Кучер · Морено · Мхитарян · Пятов · Ракицкий · Рац · Ренан · Срна · Степаненко · Тейшейра · Фернандиньо · Худжамов · Хюбшман · Чигринский · Чижов · Шевчук · Эдуардо                                                                                      | Мирча Луческу                                                                                    | 30                                                                                               | 23                                                                                               | 3                                                                                                | 4                                                                                                | 53 − 16                                                                                          | +37                                                                                              | 72                                                                                               | Кубок Украины, Суперкубок Украины                                                                | [ 29 ]                                                                                           |
| 2011/12 | Шахтёр (7)                                                                                       | Список (28)Адриано · Виллиан · Гай · Дентиньо · Емельянов · Жадсон · Илсиньо · Кобин · Коста · Кривцов · Кучер · Мхитарян · Патрик · Пятов · Ракицкий · Рац · Рыбка · Селезнёв · Срна · Степаненко · Тейшейра · Фернандиньо · Хюбшман · Чигринский · Чижов · Шевчук · Шуст · Эдуардо                                                                                                 | Мирча Луческу                                                                                    | 30                                                                                               | 25                                                                                               | 4                                                                                                | 1                                                                                                | 80 − 18                                                                                          | +62                                                                                              | 79                                                                                               | Кубок Украины                                                                                    | [ 30 ]                                                                                           |
| 2012/13 | Шахтёр (8)                                                                                       | Список (30)Адриано · Виллиан · Гай · Гречишкин · Девич · Дентиньо · Илсиньо · Исмаили · Каниболоцкий · Кобин · Коста · Кривцов · Кучер · Майкон · Мхитарян · Патрик · Пятов · Ракицкий · Рац · Селезнёв · Соболь · Срна · Степаненко · Тайсон · Тейшейра · Фернандиньо · Хюбшман · Чигринский · Шевчук · Эдуардо                                                                     | Мирча Луческу                                                                                    | 30                                                                                               | 25                                                                                               | 4                                                                                                | 1                                                                                                | 82 − 18                                                                                          | +64                                                                                              | 79                                                                                               | Кубок Украины, Суперкубок Украины                                                                | [ 31 ]                                                                                           |
| 2013/14 | Шахтёр (9)                                                                                       | Список (28)Адриано · Бернард · Воловик · Гречишкин · Дентиньо · Илсиньо · Исмаили · Каниболоцкий · Кобин · Коста · Кривцов · Кучер · Майкон · Нем · Пятов · Ракицкий · Соболь · Срна · Степаненко · Тайсон · Тейшейра · Фернандо · Феррейра · Фред · Хюбшман · Чигринский · Шевчук · Эдуардо                                                                                         | Мирча Луческу                                                                                    | 30                                                                                               | 22                                                                                               | 2                                                                                                | 5                                                                                                | 69 − 23                                                                                          | +46                                                                                              | 68                                                                                               | Кубок Украины, Суперкубок Украины                                                                | [ 32 ]                                                                                           |
| 2014/15 | Динамо (14)                                                                                      | Список (28)Андриевский · Антунеш · Безус · Беланда · Бурда · Буяльский · Велозу · Вида · Гармаш · Гусев · Данило · Драгович · Калитвинцев · Кравец · Ленс · Макаренко · Мбокани · Михайличенко · Рыбалка · Рыбка · Селин · Сидорчук · Теодорчик · Тремулинас · Хачериди · Чумак · Шовковский · Ярмоленко                                                                             | Сергей Ребров                                                                                    | 26                                                                                               | 20                                                                                               | 6                                                                                                | 0                                                                                                | 65 — 12                                                                                          | +53                                                                                              | 66                                                                                               | Кубок Украины                                                                                    | [ 33 ]                                                                                           |
| 2015/16 | Динамо (15)                                                                                      | Список (28)Беланда · Беседин · Буяльский · Вида · Гармаш · Гонзалез · Гусев · Данило · Драгович · Корзун · Кравец · Макаренко · Морозюк · Мякушко · Ориховский · Антунеш · Петрович · Велозу · Рыбка · Рыбалка · Рудько · Сидорчук · Теодорчик · Хачериди · Жуниор Мораес · Шовковский · Яковенко · Ярмоленко                                                                        | Сергей Ребров                                                                                    | 26                                                                                               | 23                                                                                               | 1                                                                                                | 2                                                                                                | 54 — 11                                                                                          | +43                                                                                              | 70                                                                                               | Кубок Украины                                                                                    | [ 34 ]                                                                                           |
| 2016/17 | Шахтёр (10)                                                                                      | Список (34)Бернард · Арабидзе · Тайсон · Бланко Лещук · Борячук · Бутко · Асеведо · Исмаили · Эдуардо · Дентиньо · Зубков · Каниболоцкий · Кирюханцев · Кобин · Коваленко · Кривцов · Кудрик · Кучер · Патрик · Малышев · Ордец · Пихалёнок · Пятов · Ракицкий · Фред · Марлос · Селезнёв · Веллингтон Нем · Срна · Степаненко · Танковский · Тотовицкий · Феррейра · Н. Шевченко    | Паулу Фонсека                                                                                    | 32                                                                                               | 25                                                                                               | 5                                                                                                | 2                                                                                                | 66 — 24                                                                                          | +42                                                                                              | 80                                                                                               | Кубок Украины                                                                                    | [ 35 ]                                                                                           |
| 2017/18 | Шахтёр (11)                                                                                      | Список (30)Азеведо · Бернард · Бланко Лещук · Бутко · Веллингтон Нем · Гречишкин · Дентиньо · Додо · Зубков · Исмаили · Кайоде · Коваленко · Кривцов · Малышев · Марлос · Матвиенко · Ордец · Патрик · Петряк · Пихалёнок · Пятов · Ракицкий · Срна · Степаненко · Танковский · Тайсон · Фред · Феррейра · Хочолава · Н. Шевченко                                                    | Паулу Фонсека                                                                                    | 32                                                                                               | 24                                                                                               | 3                                                                                                | 5                                                                                                | 71 — 24                                                                                          | +47                                                                                              | 75                                                                                               | Кубок Украины, Суперкубок Украины                                                                | [ 36 ]                                                                                           |
| 2018/19 | Шахтёр (12)                                                                                      | Список (32) Болбат · В. Бондаренко · Бондарь · Бутко · Веллингтон Нем · Данченко · Дентиньо · Жуниор Мораес · Исмаили · Кайоде · Коваленко · Кривцов · Кудрик · Майкон · Малышев · Маркос Антонио · Марлос · Матвиенко · Ордец · Патрик · Пятов · Ракицкий · Сиприано · Соломон · Степаненко · Тайсон · Тете · Тотовицкий · Трубин · Фернандо · Хочолава · Ал. Шевченко              | Паулу Фонсека                                                                                    | 32                                                                                               | 26                                                                                               | 5                                                                                                | 1                                                                                                | 73 — 11                                                                                          | +62                                                                                              | 83                                                                                               | Кубок Украины                                                                                    | [ 37 ]                                                                                           |
| 2019/20 | Шахтёр (13)                                                                                      | Список (32) Бланко Лещук · Болбат · А. Бондаренко · Бондарь · Борячук · Вакула · Витао · Дентиньо · Додо · Жуниор Мораес · Исмаили · Коваленко · Коноплянка · Кривцов · Майкон · Маркос Антонио · Марлос · Матвиенко · Мудрик · Патрик · Пихалёнок · Пятов · Сикан · Сиприано · Соломон · Степаненко · Тайсон · Тете · Трубин · Фернандо · Хочолава · Ал. Шевченко                   | Луиш Каштру                                                                                      | 32                                                                                               | 26                                                                                               | 4                                                                                                | 2                                                                                                | 80 — 26                                                                                          | +54                                                                                              | 82                                                                                               |                                                                                                  | [ 38 ]                                                                                           |
| 2020/21 | Динамо (16)                                                                                      | Список (33) Андриевский · Беседин · Бойко · Бущан · Буяльский · Бэлуцэ · Ванат · Вербич · Гармаш · Де Пена · Дуэлунд · Забарный · Караваев · Кендзёра · Клейтон · Кравец · Леднев · Миколенко · Нещерет · Попов · Родригеш · Русин · Сидклей · Сидорчук · Сирота · Соль · Супряга · Тымчик · Цитаишвили · Цыганков · Шабанов · Шапаренко · Шепелев                                   | Мирча Луческу                                                                                    | 26                                                                                               | 20                                                                                               | 5                                                                                                | 1                                                                                                | 59 — 15                                                                                          | +44                                                                                              | 65                                                                                               | Кубок Украины, Суперкубок Украины                                                                | [ 39 ]                                                                                           |
| 2021/22 | Чемпионат был прерван в связи со вторжением российских войск в Украину. Чемпион не был определён | Чемпионат был прерван в связи со вторжением российских войск в Украину. Чемпион не был определён | Чемпионат был прерван в связи со вторжением российских войск в Украину. Чемпион не был определён | Чемпионат был прерван в связи со вторжением российских войск в Украину. Чемпион не был определён | Чемпионат был прерван в связи со вторжением российских войск в Украину. Чемпион не был определён | Чемпионат был прерван в связи со вторжением российских войск в Украину. Чемпион не был определён | Чемпионат был прерван в связи со вторжением российских войск в Украину. Чемпион не был определён | Чемпионат был прерван в связи со вторжением российских войск в Украину. Чемпион не был определён | Чемпионат был прерван в связи со вторжением российских войск в Украину. Чемпион не был определён | Чемпионат был прерван в связи со вторжением российских войск в Украину. Чемпион не был определён | Чемпионат был прерван в связи со вторжением российских войск в Украину. Чемпион не был определён | Чемпионат был прерван в связи со вторжением российских войск в Украину. Чемпион не был определён |
| 2022/23 | Шахтёр (14)                                                                                      | Список (33) А. Бондаренко · Бондарь · Борячук · Глущенко · Гочолеишвили · Джурасек · Зубков · Келси · Козик · Конопля · Корниенко · Кривцов · Крыськив · Лукас Тейлор · Матвиенко · Михайличенко · Мудрик · Назарина · Очеретько · Петряк · Пятов · Ракицкий · Сикан · Степаненко · Судаков · Тоиров · Топалов · Тотовицкий · Траоре · Трубин · Фарина · Швед · Ал. Шевченко         | Игор Йовичевич                                                                                   | 30                                                                                               | 22                                                                                               | 6                                                                                                | 2                                                                                                | 69 — 21                                                                                          | +48                                                                                              | 72                                                                                               |                                                                                                  | [ 40 ]                                                                                           |
| 2023/24 | Шахтёр (15)                                                                                      | Список (35) Азарови · А. Бондаренко · Бондарь · Вьюнник · Гомес · Гочолеишвили · Зубков · Д. Кастильо · Кащук · Кевин · Келси · Козик · Конопля · Крыськив · Лемкин · Матвиенко · Мироши · Назарина · Невертон · Очеретько · Педриньо · Ракицкий · Ризнык · Рудько · Сикан · Степаненко · Судаков · Твардовский · Топалов · Траоре · Фарина · Цуканов · Чигринский · Швед · Эгиналдо | Патрик ван Леувен (1-9), Дарио Срна (10), Марино Пушич (11-30)                                   | 30                                                                                               | 22                                                                                               | 5                                                                                                | 3                                                                                                | 63 — 24                                                                                          | +39                                                                                              | 71                                                                                               | Кубок Украины                                                                                    | [ 41 ]                                                                                           |

## Количество побед

### По клубам
Чемпионами Украины становились 3 клуба.
| Клуб   | Количество побед | Чемпионские сезоны | 2-е место | Сезоны | 3-е место | Сезоны  |
| ------ | ---------------- | --- | --------- | --- | --------- | ------- |
| Динамо | 16               | 1992/93, 1993/94, 1994/95, 1995/96, 1996/97, 1997/98, 1998/99, 1999/2000, 2000/01, 2002/03, 2003/04, 2006/07, 2008/09, 2014/15, 2015/16, 2020/21 | 13        | 1992, 2001/02, 2004/05, 2005/06, 2007/08, 2009/10, 2010/11, 2011/12, 2016/17, 2017/18, 2018/19, 2019/20, 2023/24      | 1         | 2012/13 |
| Шахтёр | 15               | 2001/02, 2004/05, 2005/06, 2007/08, 2009/10, 2010/11, 2011/12, 2012/13, 2013/14, 2016/17, 2017/18, 2018/19, 2019/20, 2022/23, 2023/24            | 13        | 1993/94, 1996/97, 1997/98, 1998/99, 1999/2000, 2000/01, 2002/03, 2003/04, 2006/07, 2008/09, 2014/15, 2015/16, 2020/21 | —         | —       |
| Таврия | 1                | 1992 | —         | — | —         | —       |

| 1990-е | Клубы  |
| 7      | Динамо |
| 1      | Таврия |

| 2000-е | Клубы  |
| 6      | Динамо |
| 4      | Шахтёр |

| 2010-е | Клуб   |
| 8      | Шахтёр |
| 2      | Динамо |

| 2020-е | Клуб   |
| 3      | Шахтёр |
| 1      | Динамо |